# Xã Marion, Quận Lee, Illinois
Xã Marion (tiếng Anh: Marion Township) là một xã thuộc quận Lee, tiểu bang Illinois, Hoa Kỳ. Năm 2010, dân số của xã này là 232 người.